# Derej eretz
En la ética religiosa judía, Derej eretz (Torah im Derej Eretz: תורה עם דרך ארץ)  indica ocupaciones mundanas además de ocupaciones religiosas y, por lo tanto, espirituales. En hebreo, Derej eretz significa "el camino de la tierra": por lo tanto, es la conciencia de lograr las cosas materiales para la raíz espiritual.
Un proverbio hebreo dice: "Los que compran son felices, los que venden... remordimientos"; pero Dios se alegra de haber dado la Torá al pueblo judío. El popular Kitzur Shulján Aruj (en 31:7) en general: "Cuando trabajas en un negocio o profesión para ganarte la vida, no debes aspirar a acumular riqueza sino a buscar un trabajo para mantener a tu familia, para Tzedaka criar a tu hijos estudiando la Torá".

Para el Director del Coro, sobre el “guittit”, un Salmo por David: Dios, nuestro Amo, ¡cuán poderoso es Tu Nombre en toda la tierra, Tú que has establecido Tu majestad sobre los cielos! De la boca de criaturas y lactantes Tú has cimentado fortaleza, para oponer a Tus enemigos, para poner fin al adversario y al vengador. Cuando contemplo Tus cielos, la obra de Tus dedos, la luna y las estrellas que Tú has fijado, ¡qué es el hombre para que Tú lo recuerdes, el hijo del hombre para que Tú lo tengas en cuenta! Sin embargo, Tú lo has hecho apenas un poco por debajo de los seres supremos, y lo has coronado con gloria y esplendor; le has dado dominio sobre la obra de Tus manos, has puesto todo bajo sus pies; el ganado bovino y el ovino, todos, y también las bestias del campo; los pájaros del cielo y los peces del mar, todo cuanto pasa por las sendas del mar. Dios nuestro Amo, ¡cuán poderoso es Tu Nombre en toda la tierra!
Salmo 8

Una breve parábola hebrea explica así un episodio en el que un rey y un hombre que se habían vuelto muy ricos, a quienes el rey dijo: Ahora te has vuelto rico... ¿y ya no me consideras ni me miras?
En las palabras del profeta (Isaías 45:18), Dios “creó el mundo para ser asentado”.

## Perspectiva general
Además de los muchos casos descritos en la Torá escrita, además de los diversos momentos históricos de crisis, persecuciones, incluso guerras o epidemias y hambrunas, se describen muchos casos positivos: desde Rashi con Yehudah Hanasí hasta los muchos Jajamim que también recibieron legionarios ricos e incluso "jefes romanos", en este último caso obviamente en un intento por establecer una atmósfera pacífica y amigable. También hay muchas discusiones actuales sobre la riqueza económica para poder dedicar más tiempo al estudio de la Torá o para fines religiosos, sin embargo, concluyendo que incluso en la era mesiánica la pobreza a veces se repite en algunos casos: según la mayoría, esto debería despertar la tendencia a ayudar aún más, por lo tanto, también financieramente. Según otros, la riqueza es inherente al alma de los seres humanos... lo que indica un destino más favorable. Sin embargo, la certeza sigue siendo que cualquier evolución innovadora positiva para el bien es aceptada y apreciada en la religión judía.
La raíz principal de la Torá im Derej Eretz consiste precisamente en esto: es cierto... debemos reconocer a Dios como el único Dios verdadero y darle adoración y devoción... sin embargo, también existe el mundo, es decir, la Natura, la materialidad y, por lo tanto, el trabajo; los maestros Jasidim siempre lo han enseñado: "la materia también debe ser elevada", resumiendo así... nunca podemos negar nuestro vínculo con la vida y con el mundo (algunas formas de ascetismo a menudo son excesivamente radicales, esto es ahora él sabe). Por otro lado, es posible estar presente para uno mismo y para los demás de manera armoniosa y equilibrada solo "con puntos de referencia establecidos y duraderos"... y Dios es eterno, no solo con un período de tiempo más o menos largo. Por lo tanto, la santidad, la eternidad y las recompensas espirituales o materiales son una cuestión divina, es decir de Dios, y de la vida que nos ha dado en este mundo, precisamente con cuerpo y alma también en relación con la "realidad externa": el ser humano con Dios... su fe, devoción y trabajo, es decir Avodah.

## Ley y religión judías
El respeto a la ley en la religión judía es válido tanto para la liturgia y las recurrencias judías como para las cuestiones más prácticas, diríamos en el pragmatismo más real: el trabajo y para todo lo que concierne a los bienes materiales, el dinero sobre todo. Obviamente, dado que de hecho cada judío ha podido y puede ahora trabajar incluso con no-judíos, es obvio que en el judaísmo uno no 'castiga por intercesión divina' infligiendo penas insoportables... y todo judío sabe que también debe respetar las diferentes leyes de los Estados o Gobiernos en los que pasa su propia existencia o parte de su vida; de ahí que, tras milenios y siglos de enfrentamiento interreligioso y no, la necesidad de hacer coincidir la 'casuística judía' con las reglas no religiosas, obvio inicialmente para el estudio y la participación pero posteriormente, validando finalmente el prestigio de las costumbres religiosas judías cuando verdaderamente están presentes, ciertamente con compartir e incluso en una conexión político-social que se confirma vívidamente y veraz en la realidad cotidiana.

## Jasidut
Por lo tanto, es cierto que, como se mencionó anteriormente, incluso en el trabajo honesto es absolutamente necesario y posible incluir la conciencia de la fe. Esto significa tener una socialidad con los demás de acuerdo con Middot éticas para salvaguardar la corrección del sentimiento, del intelecto, de las intenciones y, por lo tanto, precisamente en la acción misma:
Con Derej eretz la belleza es común entre la abundancia en la vegetación y la riqueza económica gracias a la cual es posible disfrutar cosas valiosas y cuidadas, cualidades que también están presentes en las cosas naturales: estamos hablando de la misma raíz, que es una condición en que no hay fallas y errores o imperfecciones, la causa del sufrimiento o la alienación. Por lo tanto, también es para el estudio y la oración por los cuales siempre se espera y busca la perfección, la plenitud y la realización
El desenredarse entre las cosas materiales del mundo, como el trabajo, la vivienda, el sustento de la familia y los diversos compromisos diarios, deben ser momentos no separados de la vida religiosa más amplia que, por lo tanto, en el judaísmo condiciona totalmente cada dinámica: esto es posible con la guía de la ética judía Musar. El trabajo también da resultados en el campo religioso: de hecho, en la religión judía, por ejemplo, en el comercio kasherut representa un factor esencial, así como para el estudio de la Torá y, por lo tanto, para la preparación de textos sagrados y sus comentarios (hoy tecnología tiene un lugar preponderante) o para todas las necesidades de las fiestas judías; todo esto implica tanto materialidad como religión (piense en Tefilin, Mezuzot, el Etrog, a Lulav y a  Sukkah, a la misma Sefer Torah, a la construcción de una Sinagoga y a su gestión con la comunidad, etc.) Todavía hay una conducta ética que establece diferentes límites entre lo material y lo espiritual y establece los vínculos entre ellos. Más allá de la elección radical de votos, en el judaísmo la disciplina espiritual interna se vive en casi todos los momentos de la existencia diaria ... y esto más allá de las reglas obligatorias y la contención para frenar una disposición rebelde.
Lo religioso judío sabe muy bien que uno debe volver continuamente al estudio, la oración y las mitzvot después de pasar tiempo en el trabajo o en alguna otra ocupación mundana: la devoción religiosa judía requiere un cuidado minucioso para mantenerse espiritualmente fuerte y firme en la fe. La Biblia hebrea también establece un ejemplo con Moshe rabbenu: él, justo antes de abandonar este mundo, advirtió que ya no podía "ir y volver como antes"; en la Qabbalah una parte del espíritu divino deja al judío poco antes de su muerte (no se refiere al alma).
Por lo tanto, la conciencia de tener un fuerte vínculo con Dios también en la Torá es un principio fundamental para todo judío.

### Purim: alegría material y religiosa
La fiesta de Purim es la fiesta de alegría religiosa judía en la que se recuerda cómo todo el pueblo judío se arriesgó a perder su riqueza espiritual nuevamente bajo la amenaza de los 70 años de exilio en Babilonia, con el Templo de Jerusalén destruido. Todo judío tiene el deber de estar alegre también durante esta fiesta en particular porque la salvación debe ser recordada: cada judío es libre y seguro, por lo tanto alegre y feliz, solo en las Mitzvot de la Torá y Purim supera la alegría normal a la que envía con una alegría religiosa; de hecho, es un deber religioso beber un poco de licor para casi confundir la bendición de la guía del Sanedrín con el castigo para el malvado que intenta desviar a los judíos del camino correcto ... enfatizando así que ese caos, sea ético-religioso o psico-intelectual, es derrotado con la rectitud de la verdad. Una vez más, el judío se ve obligado a enfrentar suntuosos banquetes de comida pero no-kosher, aclamados pero de hecho falsos líderes, tentadoras riquezas pero llenas de idolatría: además del banquete Esther se opone con ayuno de días, el pérfido Amán quería posiciones prestigiosas contra Mardoqueo que no se inclinó ante él debido a un ídolo colocado como colgante. Todo esto muestra una vez más cómo la fe no es algo demasiado sofisticado y que la riqueza debe ser vivida con equilibrio, rectitud y una ética espiritual saludable, es decir, conscientemente para el bien de uno mismo y de los demás.

### Apetito y satisfacción en el "Mundo moderno"
En el Jasidut más actual, hoy cuando las oportunidades son mayores, nos referimos al deseo de acumular riqueza casi sin un momento para dedicarnos a la "vida interior" con una advertencia precisamente sobre la prioridad que debe ser reconocida y, por lo tanto, buscada en la esfera espiritual. Es verdad... hoy la abundancia se experimenta tanto material como religiosamente, piense en las innumerables innovaciones científicas, sociales y de agregación entre los seres humanos, con tecnología que ofrece casi un número infinito de alternativas y posibilidades, a las políticas y a los logros de la civilización que ahora es consciente de esto: lamentablemente a veces "el torbellino que envuelve a aquellos que se apresuran en la búsqueda frenética de riqueza material no perdona"; es en ese punto que incluso el individuo más "común" siente la necesidad de un momento de descanso... unas vacaciones... un año sabático: debe volver a la lucidez mental, debe regresar a la vida de equilibrio siempre con más tiempo para dedicar a la familia y afectos, a la parte más inocente de uno mismo, a algo que parece perdido: Dios. Aquí, por lo tanto, restaura la armonía entre sí mismo, el mundo externo y Dios, solo de esta manera encontrando nuevamente la sed largamente deseada de la verdad y el "proceso en el camino correcto".
La solución unívoca es esta: un equilibrio sólido entre el alma y el cuerpo; sí... porque al trabajar demasiado, incluso los más pequeños lo saben, el cuerpo se ve amargamente afectado, en consecuencia también el alma, precisamente no adecuadamente "alimentada"; por otro lado, lo contrario también es cierto: una vida excesivamente sedentaria conduce a la "parálisis de los sentidos", lo que hoy se llamaría comúnmente "apatía". Entonces, contra el frenesí material y la apatía intelectual, hay "un temperamento vital... contra cualquier situación caótica y contra la confusión total en el laberinto de una gnoseología abstrusa demasiado sofisticada"; la armonía pacífica y equilibrada solo se puede lograr en la disciplina ético-espiritual de cada momento existencial diario... en resumen, por lo tanto a lo largo de la vida.

#### "Somos lo que comemos... en el judaísmo"
Ya lo hemos dejado claro: en Jasidut la vida es armonía pacífica y equilibrio en la conciencia; ¿cuál es el vínculo entre esto y la antigua tradición del Talmud?
- Premisa: el Jasidut es la Cabalá explicada de manera simple y exhaustiva;
- tesis: según la Cabalá, cada creado y cada criatura tiene un "ascendente" arquetípico en su simbolismo;
- axioma: esencia y forma están intrínsecamente interconectadas;
- conclusión: cada alimento tiene un efecto en el cuerpo, luego a nivel espiritual y, por lo tanto, en la esfera intelectual y sensorial, todo esto se refiere a lo que se define en la natura de las propiedades peculiares que lo determinan.[7]

## Kabbalah judía
Una enseñanza de la Hagadá de Pesaj explica que los malvados deben tener los dientes apretados, cuya interpretación indica que casi solo la cebada representa su comida; la cebada también es parte de las ofrendas del Templo de Jerusalén, por lo tanto, su importancia radica en la importancia dada también a las cosas materiales que inicialmente parecen no tener un significado espiritual. Por ejemplo, durante el Shabat también la comida se eleva, hasta que casi tiene un "sabor espiritual" precisamente con la "especia del Shabat". Sin embargo, no todos pueden saborear el sabor de la espiritualidad ... La cebada se usa principalmente para alimentar a los animales porque no están dotados de una excelente alma: cuerpo y alma en el judaísmo constituyen una unión inseparable - un alma que "eleva" todo, la de los Tzadikim.

## La plegaria personal
Aunque comúnmente todos están acostumbrados a pensar que la oración está dirigida a Dios solo para obtener beneficios espirituales, a modo de agradecimiento o alabanza, la teología judía y la Jassidut insisten en la necesidad de pedirle a Dios también "las cosas materiales", incluso llegando a pedir ganancias aún mayores en dinero cuando siempre se paga legal y honestamente. Además de las diferentes oraciones litúrgicas, para un apoyo económico adecuado y abundante, con honor y no con sufrimiento, también para la ropa, la alimentación, legal y sin problemas, en la Jassidut la oración personal juega un papel decisivo en la vida cotidiana del devoto judío. Por lo tanto, la oración a veces pueda coincidir también con la profecía, incluso para el apoyo para el "destino individual" y para la comunidad en su conjunto y no: esta afinidad nos permite comprender la raíz fundadora de la oración sincera y veraz.

## Tanakh
En el Pentateuco del Tanakh, la divina providencia tiene una relevancia muy importante: Abraham aumenta la riqueza casi infinita con continuas bendiciones, hasta el punto de regatear con todas las monedas existentes en todas las naciones. Entonces Isaac ve que sus cosechas aumentan cientos de veces, nuevamente gracias a las bendiciones. Así también Jacob con pastos, cada vez más fuertes, hermosos y gordos. Josef se convierte en el primer superintendente de la primera estructura gubernamental de la antigüedad: el antiguo Egipto con el primer faraón, amigo de los judíos. Moshe era muy rico ... sin embargo, jefe de los profetas; así también el rey David y el rey Salomón, gracias a los cuales nunca se impusieron fuertes impuestos por la inmensa riqueza de la época ... así es para todos los profetas y sabios del pueblo judío. A pesar de las guerras que siempre han debilitado al mundo y, por lo tanto, a la humanidad y a los judíos, desde entonces siempre ha habido una "recuperación económica beneficiosa para todos".

### Jacob y Esaú
Una paradoja, casi sin resolver en las discusiones talmúdicas, es la comparación contradictoria entre Jacob y Esaú: Jacob, o de hecho Israel, constituye la espiritualidad más pura y viva de todos los judíos; Esaú, por otro lado, es precisamente el término de comparación original de toda la materialidad, lo que a menudo llevó a Israel a los recovecos más oscuros de la existencia religiosa histórica del pueblo judío. La exégesis judía declara que Esaú es Roma, lo que indica por desgracia el abandono del precepto religioso, que vive a la luz de una identidad religiosa ahora arraigada... el abandono que, del pecado al pecado, solo puede conducir al secularismo, incluso religiosos, casi olvídate de la fe en Dios.
Este contraste metahistórico se desenredó con el encuentro fraterno de los dos y luego se fijó: Jacob ofrece regalos, riquezas y gracia divina a Esaú a través de su oración a Dios: Esaú, por primera vez, se conmueve profundamente al comprender el amor fraterno; sin embargo, hay un hecho documentado en los comentarios rabínicos del Midrash: en un abrazo fraternal, Esaú parece casi morder el cuello de Jacob... Comienza ese trabajo que duró durante toda la fase del exilio espiritual de Israel, el trabajo de sufrimiento y el renacimiento redentor.

## Talmud
Cuando uno puede dedicarse al trabajo, evita considerar la Torá "a la ligera" y, por lo tanto, nunca con desprecio, sino incluso con "ferviente deseo" y con sed pura y santa, como por ejemplo en el estudio de su verdad en la conciencia de su inmenso valor intrínseco: el estudio de la Torá por sí mismo (Torá Lishmah) se vuelve tan espontáneo como para permitir que este entusiasta celo religioso se refleje en todos los aspectos de la vida, es decir, en la fe más sincera y verdadera hasta que sienta el efecto de alivio espiritual en todo el cuerpo ... La Torá, de hecho, se considera "un tipo de medicina", un bálsamo satisfactorio para el alma y también para el cuerpo por lo tanto criado en Kedushá.

### Shabat: la trascendentalidad del mundo
Aunque es bajo y oscuro, cuando lo miramos más de cerca encontramos que no es tan oscuro como para que no haya luz, sino que hay cierto brillo. En otras palabras, la oscuridad que identificamos es la corporalidad atribuible al instinto que reina en este mundo. Pero esto no está totalmente privado de todos los aspectos de la luz porque de todos modos el hombre posee, además del conocimiento y la sabiduría, también la Torá y el espíritu, cosas que no son mundanas. Todo esto nos enseña que en el mundo hay una mezcla de luz y oscuridad y que al comprender sus niveles de oscuridad y luz, en todas partes y en todo momento, los niveles de luz y oscuridad por separado, comprenderemos la naturaleza y todas sus diferentes Estados. Ya hemos hablado de la naturaleza y fuente de la oscuridad y la luz. La oscuridad es todo lo terrenal y corpóreo; el brillo es todo lo que es espiritualidad. Y esto es lo que separa a las criaturas terrenales de las celestiales. La fuente de la oscuridad es la manifestación de la Divina Providencia, no en su propia forma sino al nivel de este mundo. La fuente de la luminosidad es la manifestación misma de la divina, santa y espiritual providencia
Moshé Jaim Luzzatto, “Daat Tevunot”

Una fundación judía para mantener las reglas de Shabat consiste en la convicción de que admite la existencia de un "alma adicional" al viernes con el comienzo del sábado judío; otro principio consiste en la fe en la inspiración divina, incluso más alta durante el Shabat... Finalmente, el mérito alcanzado por haber respetado completamente estas reglas: es un "premio" que va mucho más allá de la percepción común de lo que puede suceder en Gan Eden, de hecho se refiere a "puertas santas" que permiten el acceso a la espiritualidad judía también en todos los días siguientes. De ahí la victoria de lo sagrado sobre una filosofía sofisticada y muy efímera, debilidad del "material".

### "Mundo espiritual, ética... y trabajo"
El rabino Nekuniya ben Hakana es también autor de un breve ensayo relacionado con la bendición sacerdotal del Cohen Gadol, que de hecho sanciona el poder de la esfera espiritual sobre la material. Obviamente, como espiritual, el de la bendición y la fortaleza del alma con la protección de Dios es un nivel en el que hay una tendencia a pedir abundancia en los méritos, en la cantidad de paz y verdad, del tiempo justo para dedicar al estudio de la Torá y a las Mitzvot en general, por lo tanto, crecer en santidad y devoción; sin embargo, es cierto que, como ya se estableció para las Sefirot, es absolutamente necesario equilibrar también con la "Middá de Gueburá", eso es justicia, miedo de Dios y fuerza, por lo tanto no solo con la clemencia y la misericordia de las Berajot del Cohen. El breve texto citado aquí enseña precisamente esto: De la gracia, con la fuerza de la grandeza de Tu "derecho": disuelve la prigonia. Acepta la oración de tu pueblo: críanos y purifícanos... oh, Temible! Por favor, oh Fuerte! Guarda como pupille a aquellos que buscan tu unidad... Bendícelos, purifícalos, la misericordia de tu justicia siempre les concede. Potente... Santo: con Tu gran bondad, guía a Tu comunidad. Único... muy Alto: recurra a tu pueblo que recuerda tu santidad. Acepte nuestra "consciente plegaria" y escuche nuestra invocación... [de hecho] conozca los arcanos. El vínculo indisoluble del pueblo judío con Dios y con la Torá le permite a uno "sumergirse totalmente en el bien" y limitar cada error, cada degradación y corrupción, en detrimento de la integridad personal, colectiva o de la realidad que nos rodea, ya sean amenazas potenciales incluso solo para el alma misma, lo que ciertamente también dañaría las partes restantes, incluida la moralidad en el trabajo y en las relaciones sociales "comunes" con los demás.

### Matemáticas y astronomía
Además del estudio de los diversos métodos exegéticos judíos de Ghimatryah, las matemáticas y la astronomía se consideran ornamentos para el estudio de la Torá (v Pirkei Avot): esto significa que su lógica científica y sus mecanismos estructurales están respaldados por la misma evidencia auténtica que expresan; cada incógnito se resuelve en la misma capacidad utilizada, de modo que la reunión del conocimiento más accesible para la mayoría puede convertirse en aplicaciones tanto en la vida cotidiana, incluido el trabajo, y como un uso productivo en la hermenéutica bíblica misma, esta última condición para el beneficio de pocos: estos pueden acceder al nivel esotérico de la Cabalá.

### Pirkei Avot
El estudio cíclico anual del Pirkei Avot, exactamente con la festividad religiosa de Pesaj, indica varios principios con referencia al estrecho vínculo entre el estudio de la Torá y el trabajo:

Rabban Gamliel, hijo de Rabbi Yehudah Hanassi, dijo: Es bueno que el estudio de la Torá vaya acompañado de alguna ocupación lucrativa porque la actividad, gasta en ambos, distancias uno del pecado mientras que el estudio de la Torá termina siendo nulo y causa de pecado cuando no se fusiona con otro trabajo...
Él (Rabí Khaninà) solía decir: Cuando las acciones de un hombre superan la sabiduría... ésta puede permanecer; sin embargo, no permanece en el hombre en quien esta es superior a sus acciones...
Rabbi El'azar ben 'Azaria dijo: Si no hubiera harina, no habría Torá... pero sin Torá no habría harina

Además, se especifica que, así como estudiar sin ocupación laboral corre el riesgo de quedar reducido a nada, del mismo modo el 'trabajo sólo' lo vuelve a uno grosero o incluso insensible.
Incluso se dice que el estudio de la Torá iniciado en dificultades financieras ciertamente terminará con éxito en el trabajo.

## Literatura rabínica
El texto de ética de Ibn Paquda es un ejemplo: un buen equilibrio permite no exceder, lo que correría el riesgo de conducir a la corrupción moral; indica las directrices éticas para salvaguardar todos los sentidos del ser humano, además del habla y el comportamiento, en general, de hecho, esto evita el pecado y la "degradación de las costumbres y de la propia identidad ético-religiosa", también defendiendo su integridad "del exceso de vulgaridad" o incluso "perversión". Por lo tanto, la vista y escuchar, el respeto por la sexualidad, luego la acción y la meditación en sí mismas deben coincidir con los niveles más altos de "ascetismo auto-conservador", lo que indica la vigilancia en orden para evitar cualquier "mancha" resultante de la transgresión, que sería una consecuencia inmediata.
Obviamente, esta posibilidad se admite a través de un buen discernimiento, por lo tanto, consciente de que cada elección dictada por el libre albedrío siempre debe recurrir al bien. De hecho, Maimónides afirma que el hombre siempre debe optar por el bien y por lo bueno, así como cada especie animal elige una "dieta adecuada".

## El objetivo final
A la luz de lo que se impartió en el Pentateuco con respecto al Tabernáculo y en Tanaj en general con respecto a los últimos tiempos mesiánicos, está claro que la intención de todo el pueblo judío está dirigida principalmente a la reconstrucción del Templo de Jerusalén, el Beit HaMikdash, como es evidente en los textos sagrados, esto requiere un esfuerzo inmenso, que abarca siglos y milenios, y requiere un compromiso de devoción y riqueza material.